# Petropavlovsk-Kamtsjatski

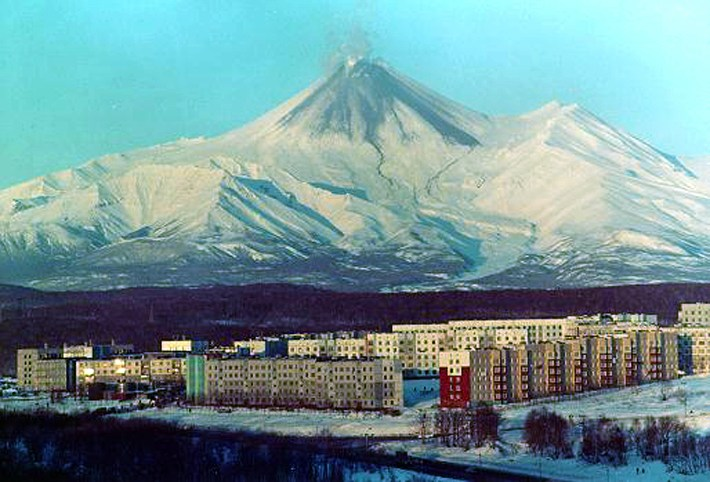
Avatsjinskaja Sopka achter de stad

Petropavlovsk-Kamtsjatski (Russisch: Петропавловск-Камчатский, Petropavlovsk-Kamtsjatki; "Petrus en Paulus-stad op Kamtsjatka"), ook vaak afgekort tot Petropavlovsk, is het bestuurlijke, industriële, wetenschappelijke en culturele centrum van de Russische kraj Kamtsjatka. Het ligt aan de noordzijde van de Avatsjabaai in het zuiden van het schiereiland Kamtsjatka in de buurt van de Grote Oceaan op ongeveer 8,5 uur vliegen (een kleine 7000 kilometer) van Moskou.

## Geschiedenis
In 1697 begon de Russische verovering van Kamtsjatka, nadat Peter de Grote opdracht had gegeven om het Oosten te gaan onderzoeken. Voor de komst van de Russen was er een nederzetting van Itelmenen genaamd Aoesjin.

### Stichting en groei
De plaats werd gesticht als een ostrog door de Deense ontdekkingsreiziger Vitus Bering, die samen met Aleksej Tsjirikov de Avatsjabaai als eerste Europeaan bereikte op 17 oktober 1740 tijdens de Tweede Kamtsjatka-expeditie. Hij legde de eerste steen voor de haven van de nederzetting Petropavlovski ostrog, vernoemd naar zijn twee schepen; de Sint-Petrus en de Sint-Paulus (Pavel), die waren gebouwd in Ochotsk. Een jaar later was de lokale Itelmeense bevolking onderworpen en werd aan hen de jasak opgelegd. Door interetnische huwelijken ontstonden de Kamtsjadalen.
In 1779 bezochten twee Engelse zeelieden van de schepen HMS Discovery en HMS Resolution de ostrog toen ze hun schepen lieten herstellen, die waren beschadigd in de Noordelijke IJszee tijdens de derde wereldreis van kapitein James Cook. Cook wilde er niet overwinteren en trok met zijn schip naar de Hawaï-eilanden, waar hij werd vermoord. Luitenant Charles Clerke nam daarop het bevel over tijdens zijn verblijf op Kamtsjatka, maar stierf in augustus na een nieuwe tocht naar de Noordelijke IJszee en werd begraven bij Petropavlovski ostrog. Van 1803 tot 1805 vond de eerste Russische expeditie rond de wereld plaats onder leiding van Ivan Kroezensjtern en Joeri Lisjanski, die in 1804 en 1805 ook de haven van Petropavlovski ostrog aandeden.
In 1812 kreeg de ostrog de status van stad en werd de naam veranderd naar Petropavlovskaja gavanj (haven van Petropavlovsk). Er werd een decreet uitgevaardigd waarbij Kamtsjatka voortaan als apart bestuurlijk gebied werd beschouwd met een eigen hoofd. Dit hoofd werd in Petropavlovskaja gavanj geplaatst, waardoor de stad het bestuurlijk centrum werd van het schiereiland. Tussen 1812 en 1849 werden er in de stad onder andere een kerkschool, een school voor handwerken, een kas en een bibliotheek geopend en werd er een Petrus- en Pauluskathedraal gebouwd. Er vonden jaarlijks landbouwbeurzen plaats en er deden ongeveer 28 wereldexpedities de stad aan.
Op 2 december 1849 werd de oblast Kamtsjatka geformeerd, met het bestuurlijk centrum in Petropavlovskaja gavanj met als gouverneur Vasili Zavojko. Zavojko zette zich onder andere in voor eerlijke prijzen voor de lokale Kamtsjadalen bij de handel in pelzen en verbood de jacht op het schiereiland. In dat jaar verkreeg de stad de positie van belangrijkste Russische haven aan de Pacifische kust. Een jaar later werd hier de eerste vuurtoren van de Russische Pacifische kust gebouwd.

### Belegering tijdens de Krimoorlog
Tijdens de Krimoorlog werd het fort op 18 augustus 1854 aangevallen door het Brits-Franse leger. Het fort was enkele jaren eerder versterkt door de gouverneur van oblast Amoer Nikolaj Moeravjov. In het fort bevond zich op dat moment slechts een klein garnizoen van enkele honderden Kozakken met 67 kanonnen. De aanvallers waren numeriek sterk in de meerderheid en hadden de beschikking over 218 scheepskanonnen. Na een lang bombardement werden 600 geallieerde soldaten ten zuiden van de stad aan land gezet. Deze invasie werd na hevige gevechten met 230 verdedigers afgeslagen. Op 24 augustus landden 970 geallieerden ten oosten van het fort, maar ook deze werden na gevechten met slechts 360 verdedigers gedwongen de aftocht te blazen. Daarna gaven de geallieerden het op en trokken zich terug. Bij de gevechten waren 100 Russische doden gevallen tegen ongeveer 5 maal zoveel doden voor de geallieerden.
Moeravjov begreep echter goed dat de Fransen en Britten het niet zouden opgeven en nog sterker zouden terugkeren. Daar hij een tekort had aan troepen, stuurde hij een brief aan tsaar Nicolaas I voor toestemming om Kamtsjatka te ontruimen. Toen hij geen antwoord ontving, besloot hij zelf actie te ondernemen. Hij zond op 3 maart 1855 een brief naar Zavojko met de boodschap dat al het militair en burgerlijk personeel en al het materieel naar het estuarium van de Amoer moesten worden geëvacueerd, naar de stad Nikolajevsk aan de Amoer. Zavojko drong daarop er bij de stadsbevolking op aan dat ze voor april de stad zouden moeten hebben verlaten en bij de bezitters van de boten in de baai dat ze hun schepen ter beschikking zouden stellen, om de geallieerde Franse en Britse troepen voor te zijn. Onder moeilijke weersomstandigheden (onder andere zware sneeuwval en stormen) werden vervolgens alle kustbatterijen ontmanteld en hakte en zaagde een aantal zeevaarders een weg door het ijs door de Avatsjabaai om open water te bereiken. In april vertrokken de schepen een voor een de Avatsjabaai en voeren daarop eerst naar de De-Kastribaai, daar de Tatarensont nog was bevroren.
Toen het laatste schip de Avatsjabaai verliet, waren de geallieerde oorlogsschepen reeds bezig omgeven door hevige mist en gewapend met 420 kanonnen de uiteinden van de baai te benaderen. Op 18 mei landden zij bij Petropavlovsk gavanj en zagen dat er niemand meer was. Uit onvrede hierover staken ze een aantal huizen, het lege belastingkantoor, barakken, het zwembad, een bakkerij, een voorraadwinkel en de marinedrogisterij in brand. Ook vernielden ze de fortificaties voor de kustbatterijen. Daarop voeren ze uit op zoek naar de Russische schepen. Twee Britse schepen ontdekten op 20 mei Russische schepen in De-Kastribaai, maar trokken zich terug wachtende op versterkingen. Toen waren de Russische schepen echter al verder gevaren naar Nikolajevsk. De geallieerde schepen konden daarop de Russische schepen niet meer vinden en omdat ze de omgeving nog niet kenden, trokken ze zich terug. Het schiereiland Kamtsjatka was nu onbewaakt, maar buitenlandse troepen namen het echter niet in. Enkele decennia lang woonde er niemand in de stad, alvorens men er terugkeerde.
In 1909 kreeg de oejezd van Petropavlovsk gavanj echter de status van een onafhankelijke oblast en tussen 1910 en 1917 werd een nieuwe stad gebouwd op de resten van de oude stad.

### Russische Burgeroorlog
Tijdens de Russische Burgeroorlog veroverde de Witte generaal Bosjkarev in oktober 1921 Petropavlovskaja gavanj en voegde later ook Tsjoekotka toe aan zijn 'rijk'. In oktober 1922 werd de stad echter veroverd door het Rode Leger en werd het onderdeel van de Russische SFSR.

### Sovjetperiode
In 1924 werd de stad per decreet van het Heel-Russisch Centraal Uitvoerend Comité hernoemd tot Petropavlovsk-Kamtsjatski om de stad te kunnen onderscheiden van de stad Petropavlovsk in Kazachstan (nu Petropavl).
Op 15 juni 1932 werd in de stad een dependance geopend van het wetenschappelijk onderzoeksinstituut van de Grote Oceaan voor Visserij en Oceanografie en op 21 april 1933 kreeg de stad haar eerste theater. Op 6 november begon de bouw van de eerste fase van een nieuwe haven. In de jaren 30 breidde de stad zich snel uit met industrie, woongebieden en havenfaciliteiten. Tot 1932 was Petropavlovsk-Kamtsjatski het bestuurlijk centrum van de okroeg Kamtsjatka binnen de Verre Oostelijke kraj en daarna tot 1956 bestuurlijk centrum van oblast Kamtsjatka binnen kraj Chabarovsk. Vanaf 1956 werd oblast Kamtsjatka een zelfstandige oblast, met Petropavlovk-Kamtsjatski als het bestuurlijk centrum.
Aan het einde van de Tweede Wereldoorlog werd Petropavlovsk-Kamtsjatski als uitvalsbasis gebruikt voor de verovering van de Zuidelijke Koerilen op Japan. Kort daarna werd een gedeelte van de Pacifische Vloot in het zuidwesten van de baai gestationeerd, bij de stad Viljoetsjinsk. In 1945 werd Petropavlovsk-Kamtsjatski een gesloten stad toen heel Kamtsjatka tot verboden gebied voor buitenstaanders werd verklaard. Sinds de val van de Sovjet-Unie in 1991 is de stad weer vrij toegankelijk.
Op 31 augustus 1958 werd in de stad de eerste instelling voor hoger onderwijs gesticht; het pedagogisch instituut van Kamtsjatka, hetgeen nu de Staats-Pedagogische Universiteit van Kamtsjatka is.

## Geografie en klimaat

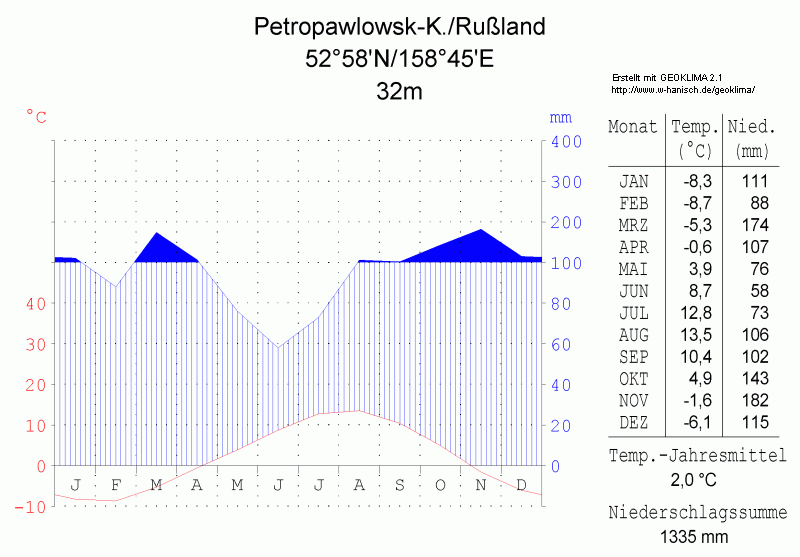
Klimatogram van de stad

De stad is omringd door hoge heuvels en vulkanen, waardoor nergens de horizon te zien is vanuit de stad. Tot de grootste vulkanen rond de stad behoren onder andere de Avatsjinskaja Sopka, Korjakskaja Sopka, Goreljaja Sopka en Moetnovskaja Sopka. Het hoogste punt van de stad wordt gevormd door de vulkaan Misjennaja Sopka. Kamtsjatka ligt in de Ring van Vuur en er komen vaak aardbevingen voor, waardoor de maximale hoogte van de gebouwen beperkt is. Door de relatief kleine baai is ook de kans op tsunami's aanwezig.
Het gebied kent een toendraklimaat (Köppen-klimaatsysteem: ET) met invloeden uit Siberië en van de moesson met een jaarlijks geschat neerslaggemiddelde van 860 mm, ongeveer driemaal zoveel als in Siberië, waarvan de meeste neerslag valt in de vorm van sneeuw. Het gebied heeft relatief milde winters met temperaturen van gemiddeld −8 °C in januari, terwijl in de zomer de maximumtemperatuur in juli gemiddeld +11 °C bedraagt. De temperatuur in de winter is er echter minder streng dan in het binnenland door de invloed van de zee, maar kan wel sterk wisselen per dag.
| Maand                       | jan   | feb   | mrt   | apr   | mei   | jun  | jul  | aug  | sep  | okt   | nov   | dec   | Jaar  |
| --------------------------- | ----- | ----- | ----- | ----- | ----- | ---- | ---- | ---- | ---- | ----- | ----- | ----- | ----- |
| Hoogste maximum (°C)        | 4,4   | 3,0   | 16,3  | 27,8  | 31,6  | 35,0 | 34,0 | 32,2 | 30,6 | 21,2  | 12,6  | 6,1   | 35,0  |
| Gemiddeld maximum (°C)      | −6,2  | −5,6  | −3,0  | 1,1   | 5,6   | 10,5 | 14,2 | 15,5 | 12,6 | 7,2   | 0,0   | −4,5  | 4,0   |
| Gemiddelde temperatuur (°C) | −7,3  | −6,9  | −4,3  | −0,1  | 4,2   | 8,8  | 12,3 | 13,2 | 10,1 | 5,0   | −1,4  | −5,2  | 2,4   |
| Gemiddeld minimum (°C)      | −11,7 | −11,3 | −8,5  | −3,8  | 0,4   | 4,6  | 8,4  | 9,5  | 6,4  | 1,5   | −4,8  | −9,3  | −1,4  |
| Laagste minimum (°C)        | −30,4 | −39,0 | −30,4 | −19,8 | −10,0 | −5,5 | 0,0  | 0,0  | −3,2 | −11,0 | −23,5 | −32,9 | −39,0 |
|                             |       |       |       |       |       |      |      |      |      |       |       |       |       |
| Neerslag (mm)               | 81    | 70    | 62    | 54    | 66    | 63   | 80   | 97   | 102  | 139   | 95    | 86    | 995   |
| Bron: (ru) Weer en klimaat  |       |       |       |       |       |      |      |      |      |       |       |       |       |

## Economie
Aan de zuidwestkant van de Avatsjbaai ligt nog steeds een gedeelte van de Pacifische Vloot, bewapend met atoomraketten. Petropavlovsk was een belangrijke vishaven (vooral zalm en krab) voor de Sovjet-Unie in de 20e eeuw. Na het uiteenvallen van de Sovjet-Unie werden echter de belangrijkste visrechten verleend aan buitenlandse bedrijven.
Er bevinden zich veel ongeëxploiteerde grondstoffen op het schiereiland, die waarschijnlijk in de toekomst zullen worden ontwikkeld.

### Toerisme
Na de val van de Sovjet-Unie heeft de stad een aantal toeristische faciliteiten aangelegd. Er bevinden zich ongeveer 20 grote toeristische bedrijven die activiteiten aanbieden van berenjacht tot paragliding. Door het ontbreken van verbindingen met de rest van Rusland is reizen naar de stad erg duur, waardoor er vooralsnog geen massatoerisme is ontstaan. Wel komen er steeds meer toeristen af op het uitzonderlijke natuurschoon op het schiereiland die Petropavlovsk-Kamtsjatki gebruiken als uitvalsbasis. Met name Amerikanen vliegen veel op de stad vanuit Alaska, maar ook komen er steeds meer Japanse toeristen. De vulkanen van Kamtsjatka zijn opgenomen op de Werelderfgoedlijst.

## Transport
De stad is de tweede stad naar grootte na Iquitos in Peru die niet door wegen is verbonden met de rest van het land. Transport met het vasteland vindt plaats met zee- en luchtverbindingen.
De stad ligt aan de basis van het wegennetwerk op het schiereiland, dat naar een aantal plaatsen op het zuidelijk deel van Kamtsjatka voert, waaronder de steden Jelizovo en Viljoetsjinsk. Vervoer wordt veelal per bus verricht.
De stad wordt bevoorraad door de luchthaven Petropavlovsk-Kamtsjatski, 20 kilometer noordwestelijker, bij de stad Jelizovo.

## Demografie
De demografische daling na het uiteenvallen van de Sovjet-Unie was gigantisch; 26,3% van de bevolking vertrok in de 13 jaar tussen de volkstellingen van 1989 en 2002. In de stad woont bijna de helft van de bevolking van de kraj.
| 1897 | 1926   | 1939   | 1959   | 1970    | 1979    | 1989    | 2002    | 2010    | 2020    |
| ---- | ------ | ------ | ------ | ------- | ------- | ------- | ------- | ------- | ------- |
| 400  | 17.000 | 35.000 | 86.000 | 154.000 | 214.900 | 268.747 | 198.028 | 179.780 | 179.586 |

## Partnersteden
- Unalaska (Verenigde Staten), sinds 1990
- Kushiro (Japan), sinds 1998
- Sebastopol (Oekraïne), sinds 2009

## Geboren in Petropavlovsk-Kamtsjatski
- Igor Smirnov - president van Transnistrië

## Afbeeldingen

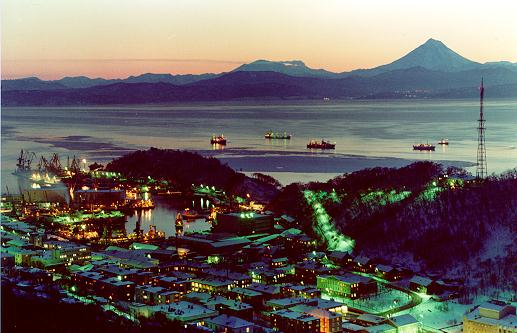
Nachtbeeld van Petropavlovsk-Kamtsjatski
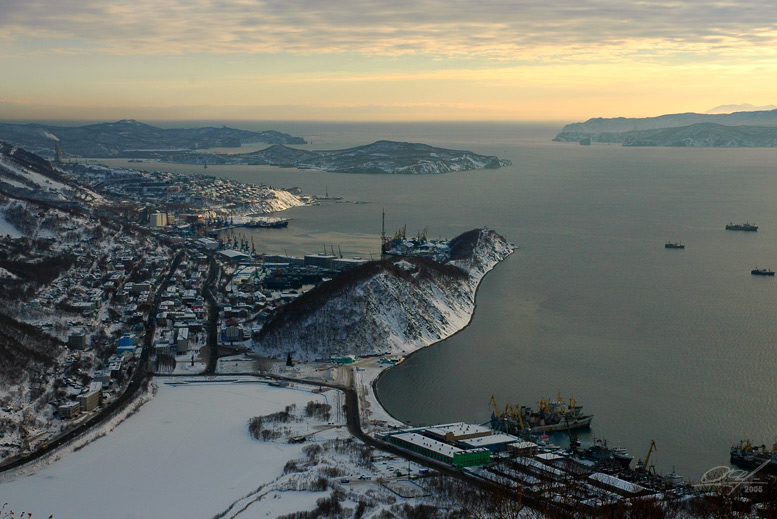
Zicht op historisch centrum in de stad
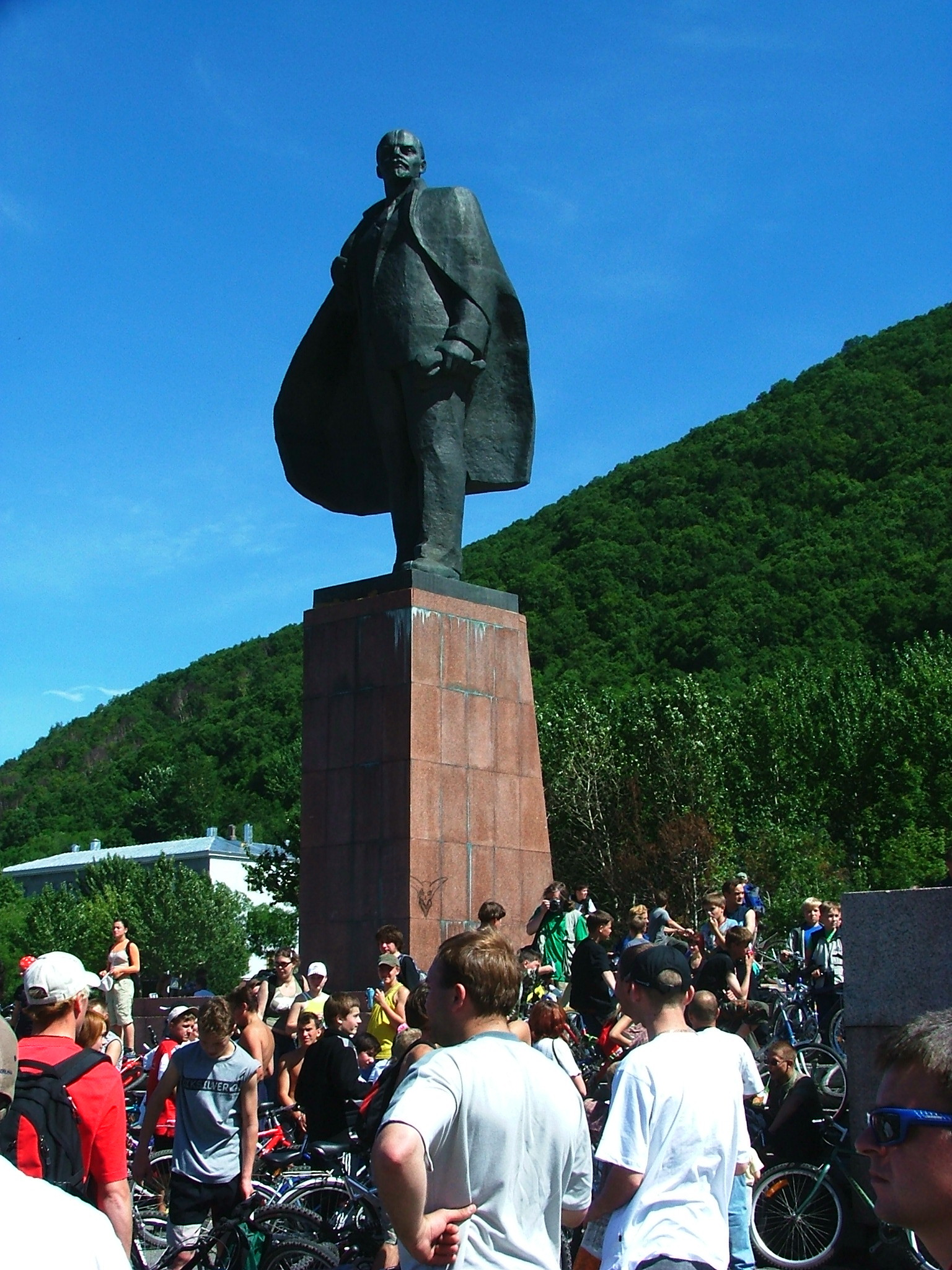
Leninplein met beeld
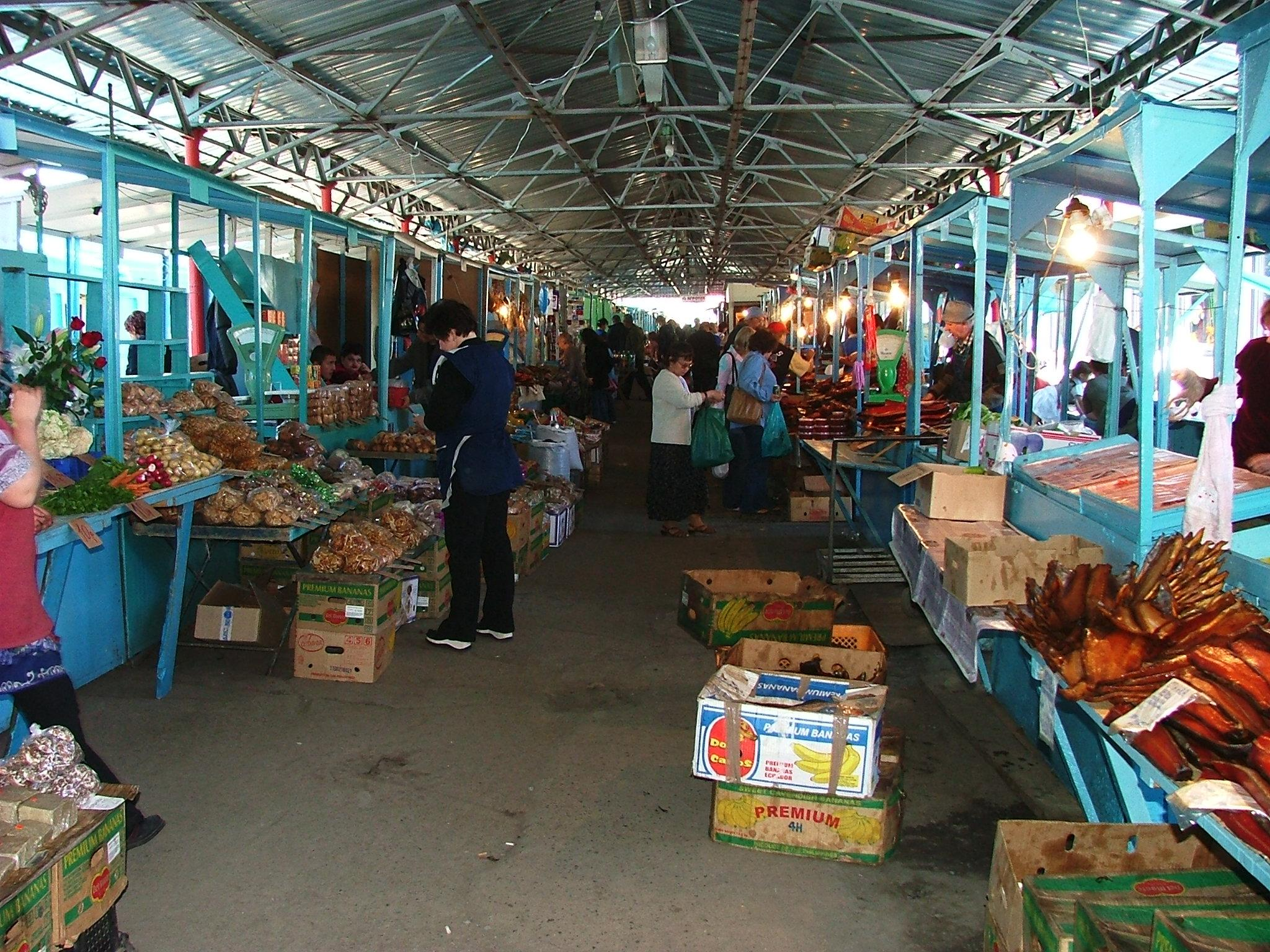
De markt

Bestuurlijk centrum: Petropavlovsk-Kamtsjatski

Jelizovo · Viljoetsjinsk